# العلاقات الإريترية الأيرلندية
العلاقات الإريترية الأيرلندية هي العلاقات الثنائية التي تجمع بين إريتريا وجمهورية أيرلندا.

## مقارنة بين البلدين
هذه مقارنة عامة ومرجعية للدولتين:
| وجه المقارنة                                              | إريتريا                                      | جمهورية أيرلندا                                       |
| --------------------------------------------------------- | -------------------------------------------- | ----------------------------------------------------- |
| المساحة (كم2)                                             | 117.60 ألف                                   | 70.27 ألف                                             |
| عدد السكان (نسمة)                                         | 6.33 مليون                                   | 4.76 مليون                                            |
| الكثافة السكانية (ن./كم²)                                 | 53.83                                        | 67.74                                                 |
| العاصمة                                                   | أسمرة                                        | دبلن                                                  |
| اللغة الرسمية                                             | اللغة التغرينية، اللغة العربية، لغة إنجليزية | اللغة الأيرلندية، لغة إنجليزية، الإنجليزية الأيرلندية |
| العملة                                                    | ناكفا                                        | جنيه أيرلندي، يورو، عملات اليورو الأيرلندية           |
| الناتج المحلي الإجمالي (بليون دولار)                      | 2.61 مليار                                   | 333.73 مليار                                          |
| الناتج المحلي الإجمالي (تعادل القوة الشرائية) بليون دولار |                                              | 318.16 مليار                                          |
| الناتج المحلي الإجمالي الاسمي للفرد دولار أمريكي          |                                              | 61.13 ألف                                             |
| الناتج المحلي الإجمالي للفرد دولار أمريكي                 |                                              |                                                       |
| مؤشر التنمية البشرية                                      | 0.391                                        | 0.916                                                 |
| رمز المكالمات الدولي                                      | +291                                         | +353                                                  |
| رمز الإنترنت                                              | .er                                          | .ie                                                   |
| المنطقة الزمنية                                           | ت ع م+03:00                                  | 00، ت ع م+01:00، أوروبا/دبلن ‏                         |

## منظمات دولية مشتركة
يشترك البلدان في عضوية مجموعة من المنظمات الدولية، منها:
| علم المنظمة | اسم المنظمة                        | تاريخ انضمام إريتريا | تاريخ انضمام جمهورية أيرلندا |
| ----------- | ---------------------------------- | -------------------- | ---------------------------- |
|             | مؤسسة التمويل الدولية              | 11 أكتوبر 1995       | 11 سبتمبر 1958               |
|             | منظمة حظر الأسلحة الكيميائية       | ?                    | ?                            |
|             | يونسكو                             | 2 سبتمبر 1993        | 3 أكتوبر 1961                |
|             | الاتحاد الدولي للاتصالات           | 6 أغسطس 1993         | 8 ديسمبر 1923                |
|             | الأمم المتحدة                      | 28 مايو 1993         | 14 ديسمبر 1955               |
|             | منظمة الشرطة الجنائية الدولية      | ?                    | ?                            |
|             | البنك الدولي للإنشاء والتعمير      | 6 يوليو 1994         | 8 أغسطس 1957                 |
|             | الاتحاد البريدي العالمي            | ?                    | ?                            |
|             | مؤسسة التنمية الدولية              | 6 يوليو 1994         | 22 ديسمبر 1960               |
|             | وكالة ضمان الاستثمار متعدد الأطراف | 10 سبتمبر 1996       | 27 أكتوبر 1989               |